# Dupuis Frères

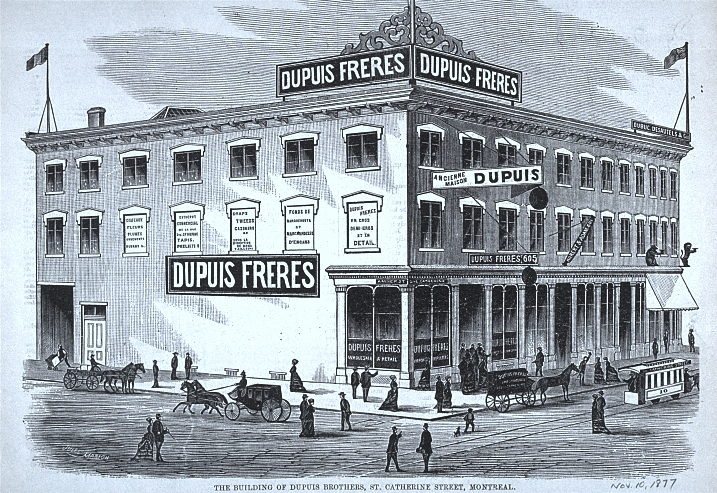
Dupuis Frères, 1877

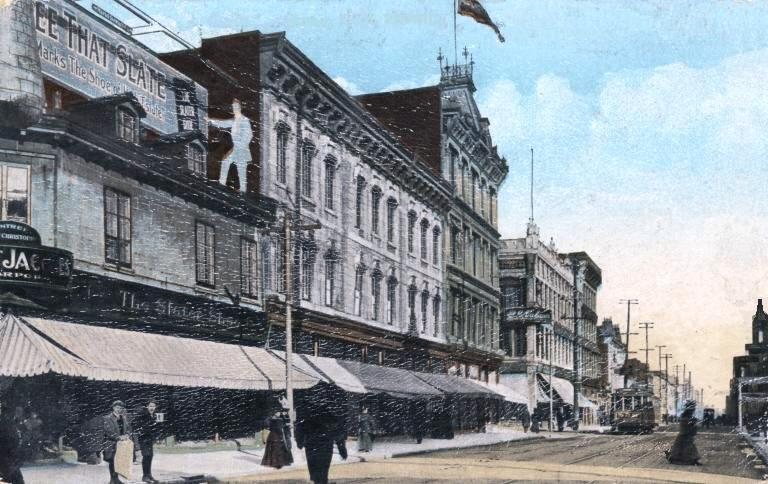
Dupuis Frères, rond 1910

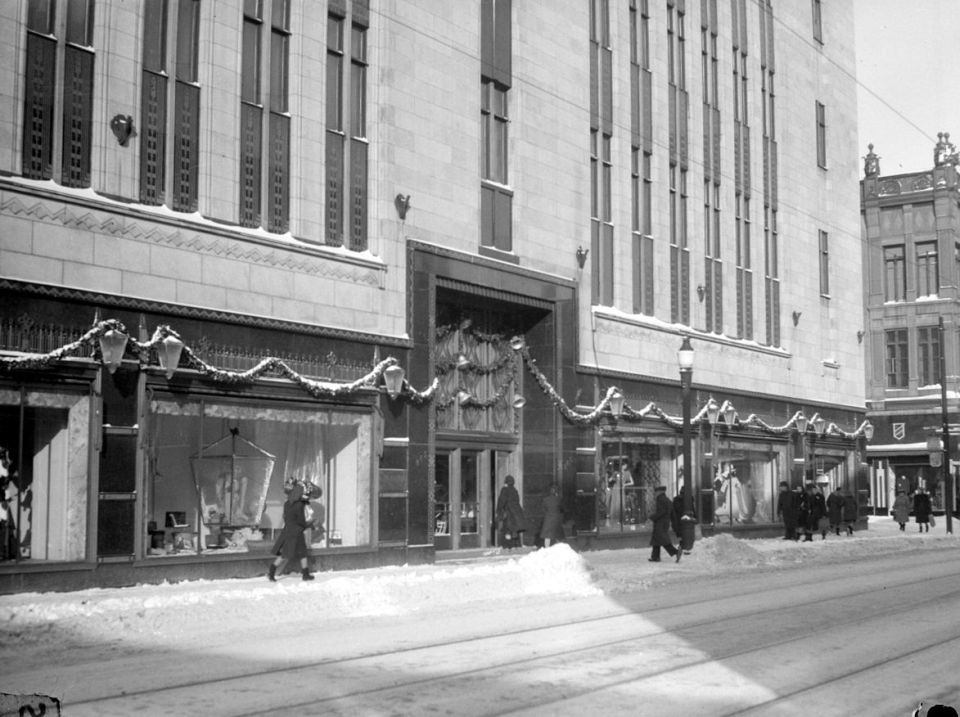
Dupuis Frères met Kerstmis 1946

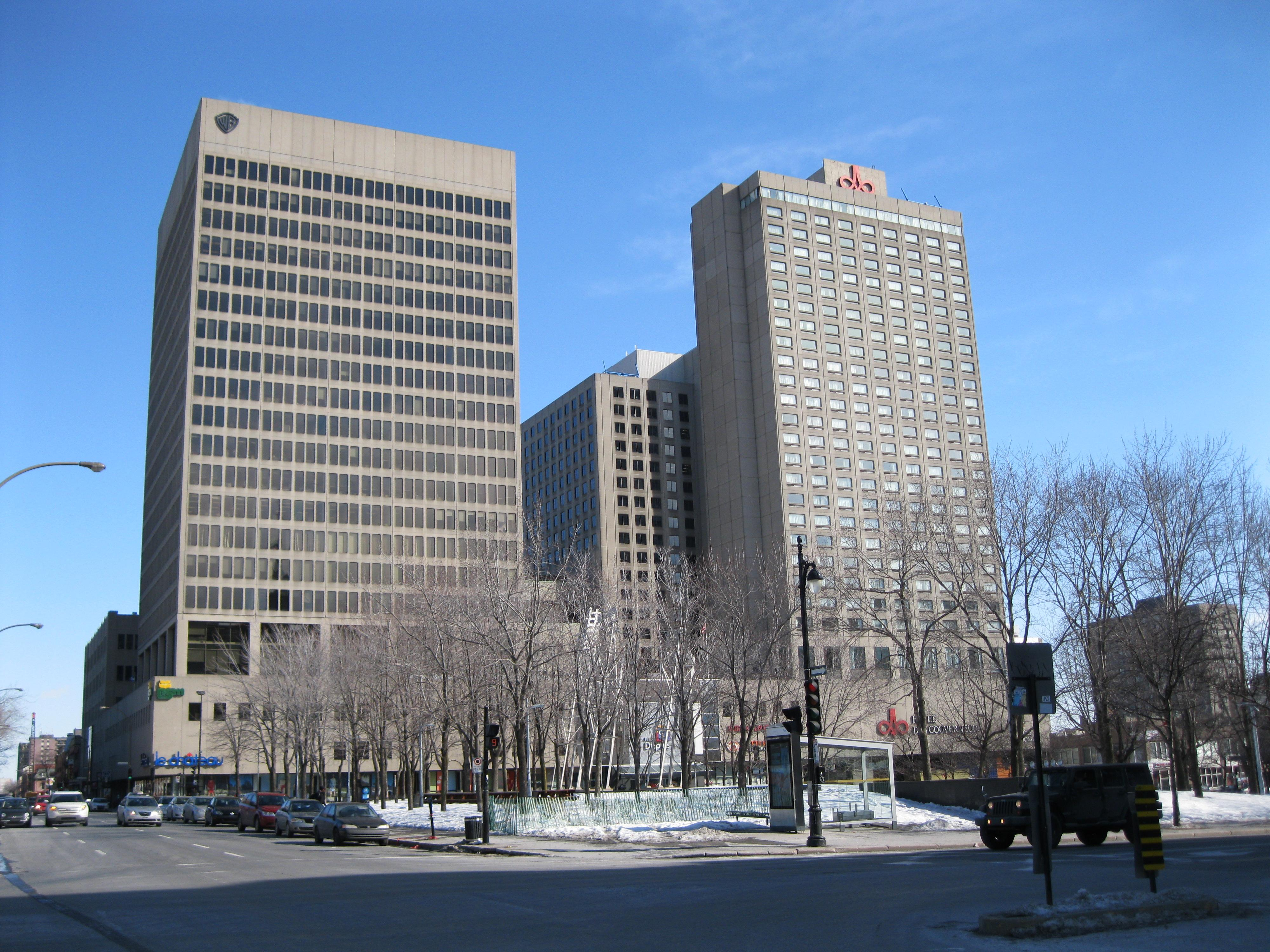
Dupuisplein, 2014

Dupuis Frères was een groot warenhuis aan de Rue Sainte-Catherine Est, in het Canadese Montreal. De winkel, die in 1868 werd opgericht door Nazaire Dupuis, sloot zijn deuren in 1978. Dupuis Frères was een symbool van Frans-Canadees economisch succes in een tijd waarin de economie van Montreal werd gedomineerd door de Engelsen.

## Geschiedenis
Op 28 april 1868 opende Nazaire Dupuis een kleine winkel aan de rue Sainte-Catherine est 865, in Montreal. Hij slaagde erin een aantal van zijn broers te interesseren voor zijn bedrijf, dat hij in 1870 Dupuis Frères noemde. Ondanks de economische crisis van 1872 bleef het bedrijf bloeien.
In 1876, na de dood van Nazaire Dupuis, nam de familie de leiding van het bedrijf over.
De winkel verhuisde een paar keer voordat hij zich in 1882 definitief vestigde op de hoek van de Rue Saint-André en de Rue Sainte-Catherine, waar de winkel tot de sluiting in 1978 gevestigd was.
In 1924 werd Albert Dupuis voorzitter van het bedrijf tot aan zijn dood in 1945. Zijn zoon Raymond nam de leiding van het bedrijf daarna over. 
In de jaren 1950 werkten er ongeveer 1.500 mensen bij het bedrijf.
Het verval van de winkel begon in 1952 met de staking van een aanzienlijke meerderheid van de werknemers. De staking bij Dupuis Frère duurde 13 weken en eindigde met de overwinning van de werknemers (voornamelijk vrouwen) en de Confederation of Catholic Workers of Canada. Een situatie waarbij Dupuis de werknemers verhinderde om te werken in 1976 en financiële problemen leidden tot het faillissement van dit beroemde warenhuis in Montreal en de sluiting ervan in januari 1978.
110 jaar lang was dit Frans-Canadese warenhuis een van de belangrijkste in Montreal. Hij had een grote invloed op de ontwikkeling van de handel in het oostelijke deel van de stad.

## Place Dupuis
Het pand is vandaag de dag de locatie van een multifunctioneel complex. In 1972 werd het winkelcentrum Place Dupuis geopend om de ontwikkeling van het blok rond de winkel te voltooien. In 1973 en 1974 werden twee kantoortorens en het Hôtel Gouverneur (nu een Hyatt-hotel) aan de Place Dupuis gebouwd. Ten slotte, na de sluiting van de Dupuis-winkel in 1978, werd het gebouw waarin het was gevestigd, herontwikkeld om in 1981 als het kantoorgebouw Les Atriums heropend te worden. 